# 1957 في لبنان
فيما يلي قوائم الأحداث التي وقعت خلال عام 1957 في لبنان.

## سياسة

### تعيين في المنصب
- 1 يناير – جان عزيز نائب في البرلمان اللبناني.

## مواليد

### يناير
- 1 يناير – منى نمر معلمة مدرسية كندية.

### أبريل
- 3 أبريل – جمال الجمال دبلوماسي فلسطيني.

### أغسطس
- 17 أغسطس – ربيع أبو خليل موسيقي لبناني.

### سبتمبر
- 17 سبتمبر – جبران غسان تويني

### أكتوبر
- 9 أكتوبر – بيار الضاهر

### ديسمبر
- 24 ديسمبر – وليد فارس

## وفيات

### يناير
- 1 يناير – حبيب أبو شهلا (مواليد 1902)
- 1 يناير – خليل رعد (مواليد 1854) مصور فلسطيني.

### نوفمبر
- 23 نوفمبر – إيليا أبو ماضي (مواليد 1891) شاعر و أديب عربي.